# Сангхни
Сангхни — небольшой каменный форт эпохи Великих Моголов и Сикхов. Расположен над ущельем притока реки Нар-Нала в пакистанской провинции Пенджаб.
Внутри находится мавзолей Абдулы Хакима, властителя этих мест.

## История
Форт был построен в период Сикхов (1799—1849 гг.) для контроля над местностью и сбора налогов и связывается с именем Ранджит Сингха. Колонизаторы включили его в район Равалпинди. Со временем форт потерял своё значение и был заброшен.
Форт хорошо сохранился, но внутреннее убранство было изменено для соответствия помещённому внутрь мавзолею Абдулы Хакима.

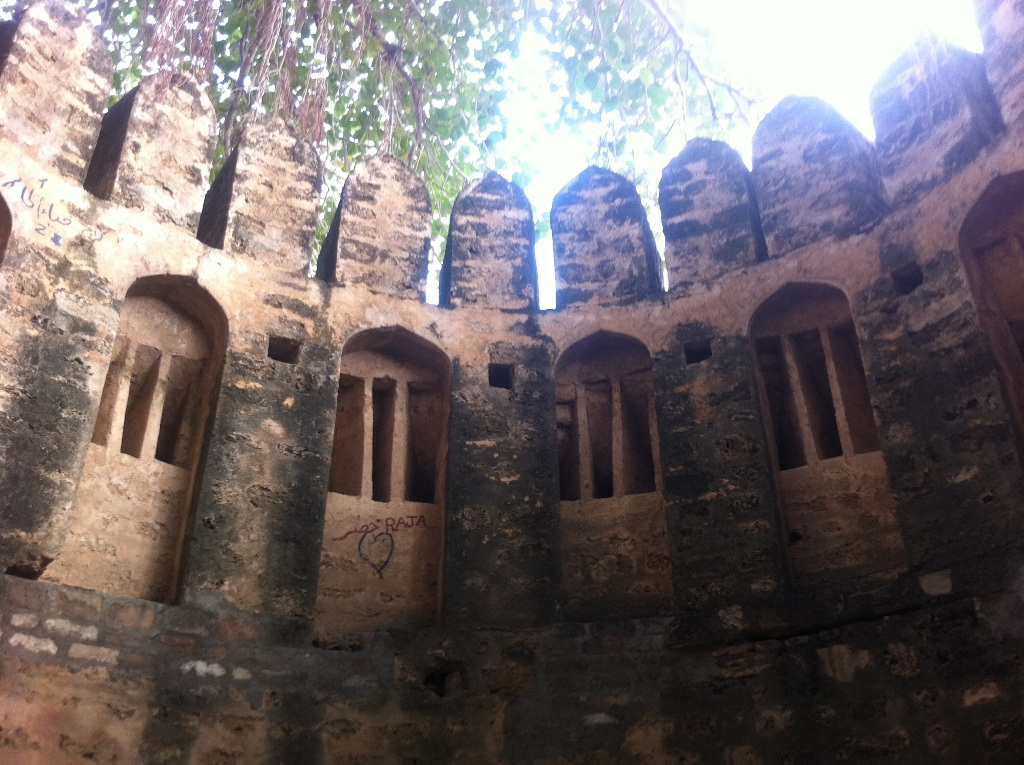
Ноябрь 2015
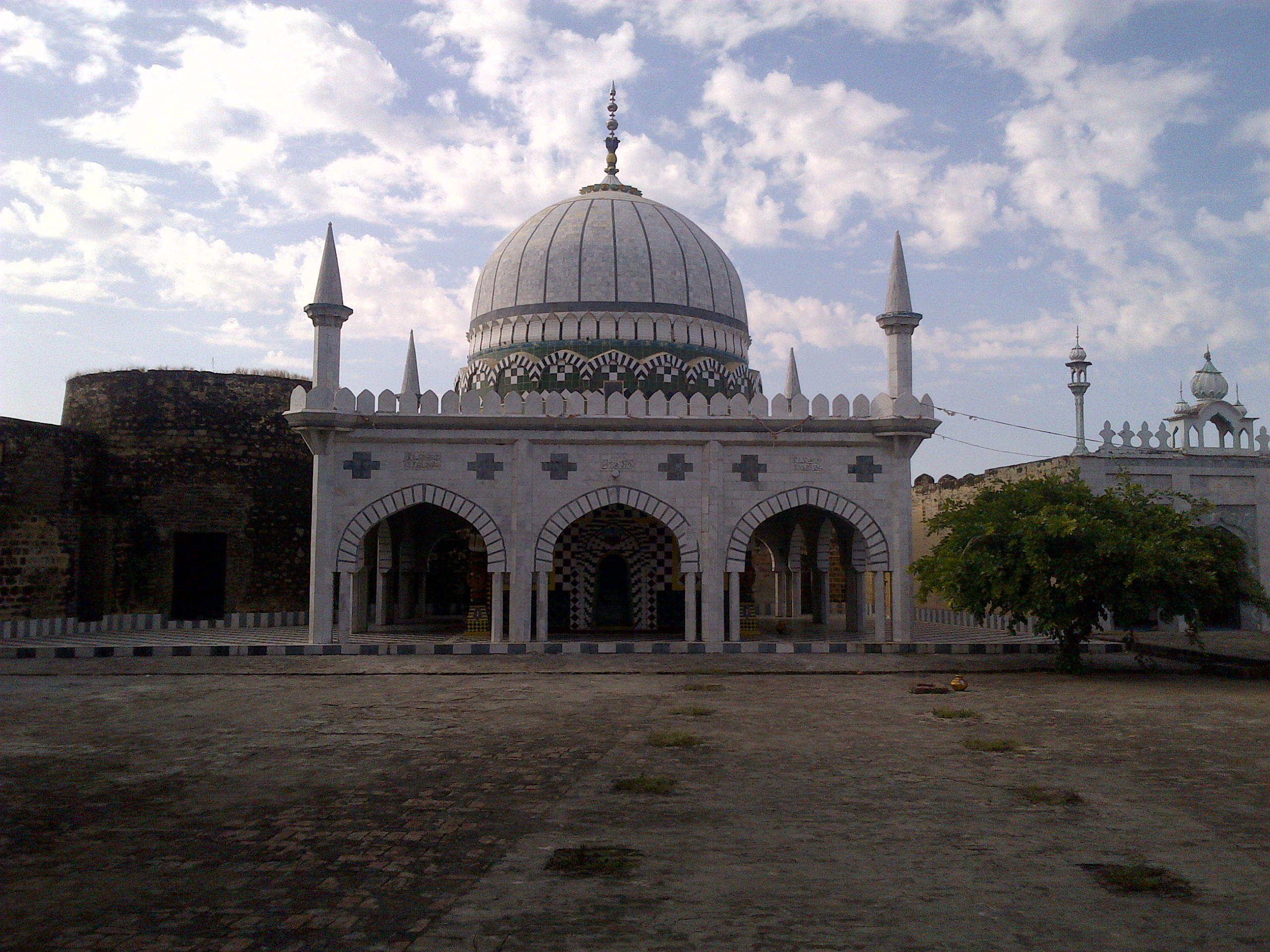
Внутри форта
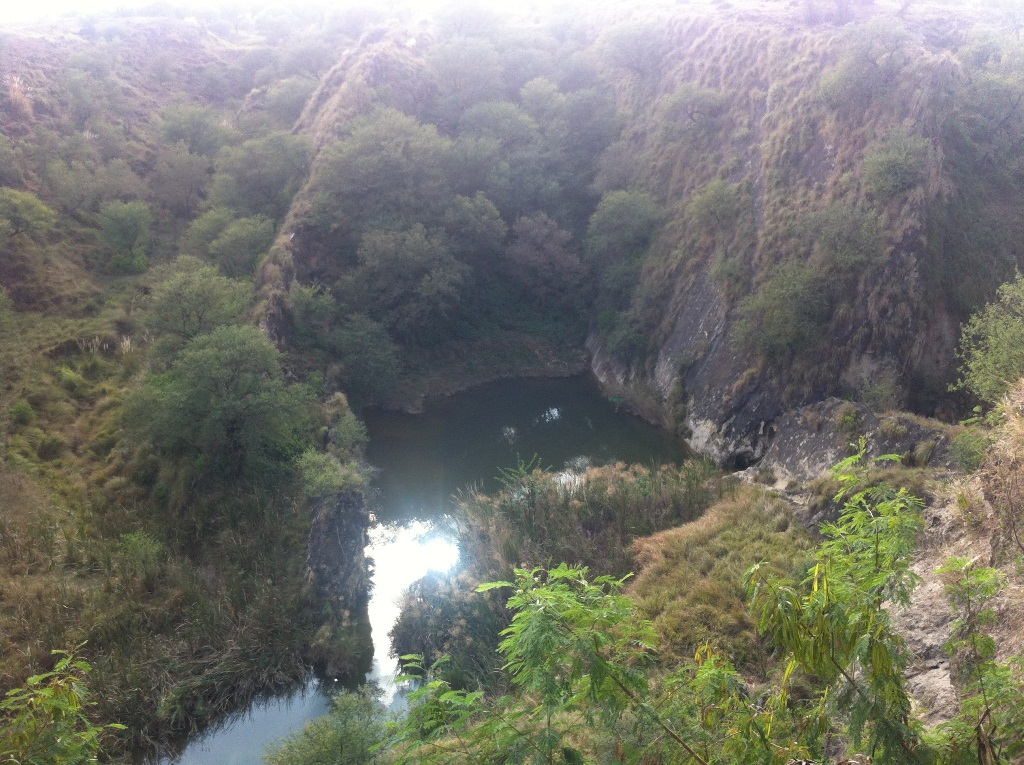
Над ущельем